# Basílica de Nuestra Señora del Perpetuo Socorro
La Basílica de Nuestra Señora del Perpetuo Socorro es un templo católico ubicado en la comuna de Santiago, en la capital de Chile. Su diseño de estilo neogótico corresponde a los religiosos arquitectos Gustave Knockaert —conocido como «hermano Gerardo»— y Huberto Boulangeot, quienes pertenecían a la Congregación del Santísimo Redentor.

## Historia

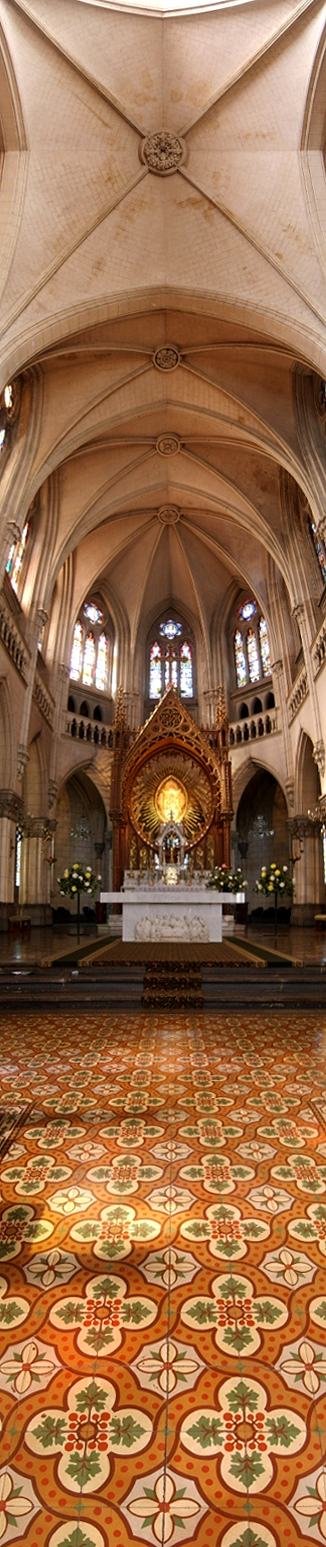
Una fotografía panorámica del interior de la basílica, donde se aprecia el cielo raso, el altar mayor y el piso de baldosas.

Los orígenes de la basílica se remontan a 1876, año en que llegan a Chile tres misioneros redentoristas (Pedro Merges, Agustín Desnoulet y Antonio Ortiz), quienes buscaban establecer la congregación en el país. El terreno donde se edificaría la iglesia fue cedido por Domingo Ugarte mediante una escritura pública el 21 de abril de 1877; allí existía la capilla Ugarte (consagrada el 26 de mayo de 1876) y una humilde casa, que después albergaron un convento y plantaciones frutales y de vides. La calle en que se ubicaba el convento se denominaba «Hermanos Ugarte», que fue rebautizada como «San Alfonso» el 2 de agosto de 1876 en homenaje al santo fundador de la Congregación del Santísimo Redentor.
La «primera piedra» del templo fue bendecida y colocada el 11 de diciembre de 1904. Gustave Knockaert (1845-1928), un religioso belga que antes había diseñado las iglesias de su congregación en Madrid, París, Mulhouse y Les Sables-d'Olonne, fue el encargado de formar a un grupo de quince arquitectos. Entre ellos estaba Huberto Boulangeot, quien se convirtió en el constructor y arquitecto en terreno de la Basílica del Perpetuo Socorro de Chile. El 9 de septiembre de 1905 llegaron desde Francia los planos del templo.
En 1906, estando en plena construcción, las obras quedaron paralizadas producto del terremoto de Valparaíso, que obligó a modificar los planos para reforzar la estructura; esta estaba hecha de hormigón armado, es decir, cemento reforzado con barras de acero, cuyas obras se iniciaron en 1912. La planificación de este sistema correspondió al ingeniero estadounidense Juan Tonkin. Otro que colaboró fue el hermano Joaquín Chardin, un especialista en cemento que ayudó a colocar los arcos apuntados, elementos distintivos de la arquitectura gótica. Fue también él quien construyó la puerta ornamental de la sacristía —hecha de encina— y el escudo de la Congregación que fue tallado sobre el acceso. En el exterior de la Basílica participó el hermano Constancio, un hortelano que se encargó de los jardines, del invernadero y del estanque.
Los bloques usados en las columnas interiores del templo son de piedra monolítica y fueron llevados desde San José de Maipo en carretas tiradas por bueyes. Estas piezas fueron trasladadas intactas durante 1906 y 1907 para que fuesen talladas y pulidas en el sitio de la construcción. De San José de Maipo también se extrajo el material utilizado en la confección de las bases, los zócalos y las gradas.
Debido a la crisis económica del salitre y a la Primera Guerra Mundial, la importación de materiales se vio obstaculizada, de hecho, ocho de los veintiocho vitrales y un rosetón nunca pudieron ser adquiridos, quedando esos espacios con vidrios transparentes. El 3 de mayo de 1913 fue instalada la cruz de la torre central, que posee alrededor de 4 metros de altura y pesa alrededor de 500 kg.
En el interior de la Basílica se instalaron confesionarios hechos con madera de roble americano y un órgano francés construido por la casa Neuville Frères en 1897, que más tarde fue declarado Monumento Histórico. El altar mayor fue confeccionado en Bélgica con mármol y bronce, y fue completado en Chile con madera de lingue y roble americano. En su centro se ubicó una imagen de la Virgen del Perpetuo Socorro, réplica de la que existe en la Iglesia de San Alfonso del Esquilino en Roma. Los altares de San Alfonso y de la Virgen del Carmen fueron diseñados por el hermano Huberto con bajorrelieves del artista español José Soria.
La basílica tiene 68 metros de profundidad y 30 de ancho. Las torres de aguja más altas alcanzan los 55 y 65 metros. Posee cinco naves, pero solo tres de ellas fueron terminadas, las otras dos permanecen cerradas y son usadas como pasillo o bodega. Las tejas fueron hechas de cobre y plomo.
El 31 de agosto de 1919 la Basílica fue bendecida con una Misa Pontifical presidida por el entonces Arzobispo de Santiago, Crescente Errázuriz. Ese día y de manera inédita, el músico Domingo Santa Cruz ofreció un Te Deum. El 17 de octubre de 1921 fue instalada en un pedestal la estatua de mármol del Sagrado Corazón de Jesús; en la misma época fueron instaladas las puertas de la iglesia, que habían sido construidas en Bélgica en 1914.
El 14 de enero de 1926 el templo fue declarado Basílica Menor por la Santa Sede, siendo bendecida el 11 de abril del mismo año y consagrada por el nuncio apostólico Benedicto Aloisí Marsella el 21 de mayo, convirtiéndose en la primera basílica en el mundo dedicada en honor a Nuestra Señora del Perpetuo Socorro.
El altar de Nuestra Señora del Carmen fue bendecido el 12 de julio de 1931, mientras que el altar dedicado a San Alfonso María de Ligorio recibió la bendición correspondiente el 30 de julio de 1939.